# Ship-Submarine Recycling Program
Im Ship-Submarine Recycling Program zerlegt die United States Navy ihre außer Dienst gestellten Schiffe mit Kernenergieantrieb. Die Arbeiten werden in der Puget Sound Naval Shipyard durchgeführt. Hauptsächlich betrifft dies die Entsorgung von Atom-U-Booten und einigen Atomkreuzern, der erste außer Dienst gestellte nuklear getriebene Träger war die Enterprise.

## Geschichte
Als Ende der 1970er Jahre die ersten Außerdienststellungen nukleargetriebener Schiffe näher rückten, untersuchte die Navy, ob die Rümpfe ohne Kernbrennstoff, aber mit der Reaktorabteilung versenkt werden könnten oder der Reaktor herausgeschnitten und an Land gelagert werden sollte. Beide Methoden wurden als sicher eingestuft, die Navy wählte 1984 Letztere aus. Anfang der 1990er Jahre begannen dann die ersten Zerlegungen im Rahmen des Ship-Submarine Recycling Program. Bis 2008 wurden über 100 Atom-U-Boote und sieben Atomkreuzer im Programm abgewrackt.
Das erste abgewrackte U-Boot war die Robert E. Lee, der erste Kreuzer die Truxtun, der erste Flugzeugträger die Enterprise.
Die Kosten lagen 1998 bei rund 40 Millionen US-Dollar für Deaktivierung und Zerlegung von U-Booten, für einen Flugzeugträger der Nimitz-Klasse nahm die Navy 1997 Kosten von bis zu 950 Millionen Dollar an.

## Prozedur
Zuerst wird der verbrauchte Kernbrennstoff aus dem Reaktor entnommen, in die Naval Reactors Facility der Idaho National Laboratory gebracht und dort gelagert. Außerdem werden geheime Gerätschaften entfernt. Dieser Vorgang wird in mehreren Werften durchgeführt; sofern er nicht im Puget Sound stattfindet, wird der Rumpf des Schiffes anschließend dorthin geschleppt.
Die Schiffe werden im Trockendock zerlegt. Bei U-Booten wird der Rumpf inklusive Druckhülle an mehreren Stellen aufgeschnitten und so viel Material wie möglich aus dem Inneren des Bootes entfernt. Dann wird die Reaktorabteilung, bei Raketen-U-Booten auch die Raketenabteilung, herausgeschnitten und versiegelt. Diese ist ca. 1680 Tonnen schwer und 13 Meter lang und wird in der Hanford Site eingelagert. Der Rest des Bootes wird zerlegt und als Schrott verkauft. Bei den Kreuzern werden zuerst die Aufbauten entfernt, beim Rumpf wird ähnlich wie bei den U-Booten vorgegangen.